# PiHKAL
PiHKAL: A Chemical Love Story è un libro scritto dal Dr. Alexander Shulgin e Ann Shulgin che è stato pubblicato nel 1991. L'argomento dell'opera sono i derivati chimici psicoattivi della fenetilammina, in particolare quelli che agiscono come sostanze psichedeliche e entactogene. Il titolo del libro è un acronimo che sta per "Phenethylamines I Have Known And Loved".
Il libro è diviso in due parti, la prima parte è un'autobiografia romanzata della coppia e la seconda parte descrive 179 diversi composti psichedelici (la maggior parte dei quali è stata scoperta da Shulgin), comprese istruzioni dettagliate per la sintesi, analisi biologiche, dosaggi e altri dati.
La seconda parte è stata resa disponibile gratuitamente da Shulgin sul sito Erowid mentre la prima parte è disponibile solo nel testo stampato. Mentre le reazioni descritte vanno al di là delle capacità delle persone con una un'educazione e conoscenza della chimica di base, alcune tendono ad enfatizzare le tecniche che non richiedono sostanze chimiche difficili da sintetizzare. Tra questi vi sono l'uso dell'amalgama di alluminio-mercurio (un reagente insolito ma facile da sintetizzare) come agente riducente e suggerimenti dettagliati sulle fonti legali di importanti precursori di droghe come il safrolo.
Nel 1994, due anni dopo la pubblicazione del libro, la Drug Enforcement Administration (DEA) fece irruzione nel laboratorio di Shulgin e chiese che consegnasse la sua licenza alla DEA. Richard Meyer, portavoce della Divisione di San Francisco della DEA, ha dichiarato in riferimento al libro PIHKAL che "È nostra opinione che quei libri siano praticamente libri contenenti materiale su come fare droghe illegali. Gli agenti mi dicono che nei laboratori clandestini in cui hanno fatto irruzione, hanno trovato copie di tali libri".
Nel 1997, Alexander Shulgin e Ann Shulgin hanno pubblicato TiHKAL: The Continuation, un libro su una famiglia di farmaci psicoattivi noti come triptamine, molto simile per struttura e temi trattati al suo predecessore PiHKAL.